# Родні Сміт (борець)
Родні Стейсі Сміт (англ. Rodney Stacey Smith; нар. 13 квітня 1966, Вашингтон, федеральний округ Колумбія) — американський борець греко-римського стилю, дворазовий срібний призер Панамериканських чемпіонатів, бронзовий призер Кубку світу, срібний призер Всесвітніх ігор військовослужбовців, бронзовий призер Олімпійських ігор.

## Життєпис
Родні Сміт хотів навчатись або у Спрингфілдському коледжі, або Західному коледжі Нової Англії (штат Массачусетс), але після відмови Спрингфілда він вирішив вступити до морських піхотинців США. Але за два дні до того, як його мали взяти до морської піхоти, його повідомили, що він прийнятий до Західного Університету Нової Англії, і йому було дозволено відвідувати коледж і відкласти військовий обов'язок.
Після закінчення коледжу в 1988 році, Сміт вступив до армії США, мешкав у Атланті, де він був учасником Програми спортсменів світового класу армії США. Тренувався під керівництвом Тоні Томаса. Він також закінчив там аспірантуру в Державному університеті Джорджії з журналістики. Сміт провів 10 років в армії, а потім тренував армійців за програмою боротьби в Колорадо-Спрингс. Пізніше він повернувся до штату Массачусетс і став учителем у школі Хампден Хартден у Чикопі, де також був тренером з боротьби.

## Спортивні результати на міжнародних змаганнях

### Виступи на Олімпіадах
| Змагання                    | Збірна | Вагова категорія                 | Місце  |
| --------------------------- | ------ | -------------------------------- | ------ |
| Літні Олімпійські ігри 1992 | США    | греко-римська боротьба, до 68 кг | Бронза |
| Літні Олімпійські ігри 1996 | США    | греко-римська боротьба, до 68 кг | 9      |

### Виступи на Панамериканських чемпіонатах
| Змагання                                   | Збірна | Вагова категорія                 | Місце  |
| ------------------------------------------ | ------ | -------------------------------- | ------ |
| Панамериканський чемпіонат з боротьби 1984 | США    | греко-римська боротьба, до 68 кг | Срібло |
| Панамериканський чемпіонат з боротьби 1994 | США    | греко-римська боротьба, до 68 кг | Срібло |

### Виступи на Кубках світу
| Змагання                    | Збірна | Вагова категорія                 | Місце  |
| --------------------------- | ------ | -------------------------------- | ------ |
| Кубок світу з боротьби 1992 | США    | греко-римська боротьба, до 68 кг | Бронза |

### Виступи на інших змаганнях
| Змагання                                | Збірна | Вагова категорія                 | Місце  |
| --------------------------------------- | ------ | -------------------------------- | ------ |
| Всесвітні ігри військовослужбовців 1995 | США    | греко-римська боротьба, до 68 кг | Срібло |